# Pseudobranchus striatus
Espèce
Synonymes
- Siren striata LeConte, 1824

Statut de conservation UICN

 LC  : Préoccupation mineure
Pseudobranchus striatus est une espèce d'urodèles de la famille des Sirenidae.

## Répartition
Cette espèce est endémique des États-Unis. Elle se rencontre en Caroline du Sud, en Géorgie et dans le nord de la Floride.

## Description
Elle mesure de 10 à 22 cm ; sa peau est vert foncé dessus, elle est mouchetée sur le dessous de vert ou de jaune.
Le corps est long et mince légèrement effilé vers la queue. Une touffe de branchies externes plumeuses est implantée de chaque côte. Quant aux pattes inférieures, elles se terminent par quatre doigts.

## Publication originale
- LeConte, 1824 : Description of a new species of Siren, with some observations on animals of a similar nature. Annals of the Lyceum of Natural History of New-York, vol. 1, no 1, p. 52-58 (texte intégral).